# Їржина Чермакова
Їржина Чермакова (чеськ. Jiřina Čermáková, 17 листопада 1944 — 17 листопада 2019) — чеська хокеїстка на траві.
Срібна призерка Олімпійських Ігор 1980 року.